# Léonard Kimura
Léonard Kimura, né en 1575 à Nagasaki au Japon et mort (exécuté) le 18 novembre 1619 au même lieu, est un frère jésuite japonais. Martyr de la foi chrétienne il est béatifié, avec un large groupe d'autres martyrs japonais, par Pie IX en 1867. Liturgiquement il est commémoré le 6 février.  

## Biographie
Né dans une famille de notables catholiques – son grand-père donna l’hospitalité à Saint François Xavier et fut parmi les premiers à en recevoir le baptême - Leonard nait à Nagasaki en 1575, où ses parents avaient émigré car la ville devenait un centre chrétien important. Il fréquente l'école jésuite et, encore jeune, accompagne comme catéchiste les missionnaires jésuites étrangers, peu familiers avec la langue et les coutumes japonaises.  
Après quatorze ans de service catéchétique dans les iles méridionales du Japon il demande son admission dans la Compagnie de Jésus et est reçu comme frère coadjuteur le 1er novembre 1602 au noviciat de ‘Tous-les-Saint’ de Nagasaki.  Il a 27 ans.  La période de noviciat terminée il est pour quelque temps peintre et graveur sur bois, et rend d’autres services à la communauté comme cuisinier. Mais il reprend bientôt son rôle de catéchiste et accompagne à nouveau les missionnaires dans leurs tournées missionnaires.
En 1614 les missionnaires sont bannis du Japon. Ils doivent quitter le pays. Bien qu’il ait la possibilité de faire de même le frère Kimura décide de rester au Japon. Les deux années qui suivent (1615-1616) il est seul et fugitif, aidant les chrétiens clandestinement et passant de famille en famille.
En décembre 1616 il est arrêté un peu par hasard avec un groupe de chrétiens. Portant des habits traditionnels japonais il passe inaperçu. Les policiers ignoraient avoir capturé un jésuite. Devant le juge, comme c’en était l’habitude, il lui est offert 200 pièces d’argent s’il peut révéler quoi que ce soit permettant d’arrêter un père jésuite. Le frère Kimura répond : « je connais un jésuite, mais il est frère, non pas prêtre ». On lui offre alors 100 pièces d’argent pour plus d'informations sur ce frère. Kimura répond: « Je suis ce frère ». À la suite de quoi il est envoyé en prison. 
En prison il retrouve plusieurs autres chrétiens, dont son beau-frère, André Tokuan. Le séjour en prison dure près de trois ans. Leonard Kimura, catéchiste dans l’âme, y organise une vie de communauté chrétienne fervente, avec prière et méditation régulières. Il catéchise d’autres prisonniers de même que quelques gardes, semble-t-il. Durant ces trois ans 96 personnes reçoivent le baptême.  
Lorsqu'il est finalement présenté devant le gouverneur Gonroku celui-ci lui demande pourquoi il est resté au Japon alors que le christianisme avait été interdit par l’empereur. Kimura répond : « Je suis resté pour pouvoir vous apprendre qui est le vrai Dieu et vous prêcher sa Loi. Tant que je vivrai je ne cesserai de le faire » Pour ces paroles Kimura est condamné à la  « mort à petit feu » par le gouverneur.
Dans la matinée du 18 novembre 1619, les cinq prisonniers sont conduits sur la colline d'exécution à l’extérieur de la ville de Nagasaki. Léonard Kimura prie à voix haute appelant Notre-Dame à venir à leur secours dans leurs derniers instants. Alors qu'attachés à un pieu les suppliciés sont entourés de flammes, Kimura continue à louer Dieu pour lequel lui et ses compagnons s’offrent en sacrifice. 
Un contemporain présent sur le lieu de l’exécution affirme qu’environ 20 000 personnes étaient présentes pour assister à l'événement, tous étonnés que ces cinq suppliciés meurent avec tant de joie. 
Onze jours après ce martyre, le laïc Antoine Kimura, frère de sang de Léonard Kimura, est également mis à mort sur la colline tragique de Nagasaki. Plus tard, le 10 septembre 1622, sa sœur Marie, dont le mari est mort avec Léonard Kimura, et son cousin, le prêtre jésuite Sébastien Kimura, sont également suppliciés et exécutés lors du ‘Grand martyre de Nagasaki’. Cinq membres de la famille Kimura sont comptés dans les rangs des bienheureux japonais béatifiés par Pie IX en 1867.